# Maria di Trastámara (regina di Castiglia e León)
Maria Fernandez d'Aragona chiamata anche María di Trastámara (Maria anche in aragonese, in catalano, in portoghese, in basco, in tedesco e in fiammingo, María in spagnolo, in galiziano, in asturiano, Mary in inglese e Marie in francese; Medina del Campo?, febbraio 1396 – Villacastín, 18 febbraio 1445) principessa della casa reale di Castiglia, fu regina consorte di Castiglia e León dal 1420 fino alla sua morte.

## Origini familiari[2][3][4][5]
Figlia secondogenita (prima femmina) del principe di Castiglia e León, e futuro re della corona d'Aragona e di Sicilia, Ferdinando (figlio secondogenito di Giovanni I e della sua prima moglie Eleonora di Aragona) e di Eleonora d'Alburquerque (1374 - 1435), figlia secondogenita dell'infante di Castiglia e conte d'Alburquerque, Sancho Alfonso (1342-1375),e della di lui moglie, Beatrice del Portogallo (1347-1381).

## Biografia
Nel periodo che suo padre era reggente del regno di Castiglia fu promessa in matrimonio al cugino primo, il re di Castiglia, Giovanni II, che era ancora minorenne ed era di nove anni più giovane di Maria; questo matrimonio rientrava nella strategia di Ferdinando di collocare i suoi figli nelle più importanti posizioni del regno di Castiglia.
Dopo il compromesso di Caspe (1412), suo padre, Ferdinando, divenne re della corona d'Aragona e, di conseguenza, Maria divenne infanta d'Aragona.

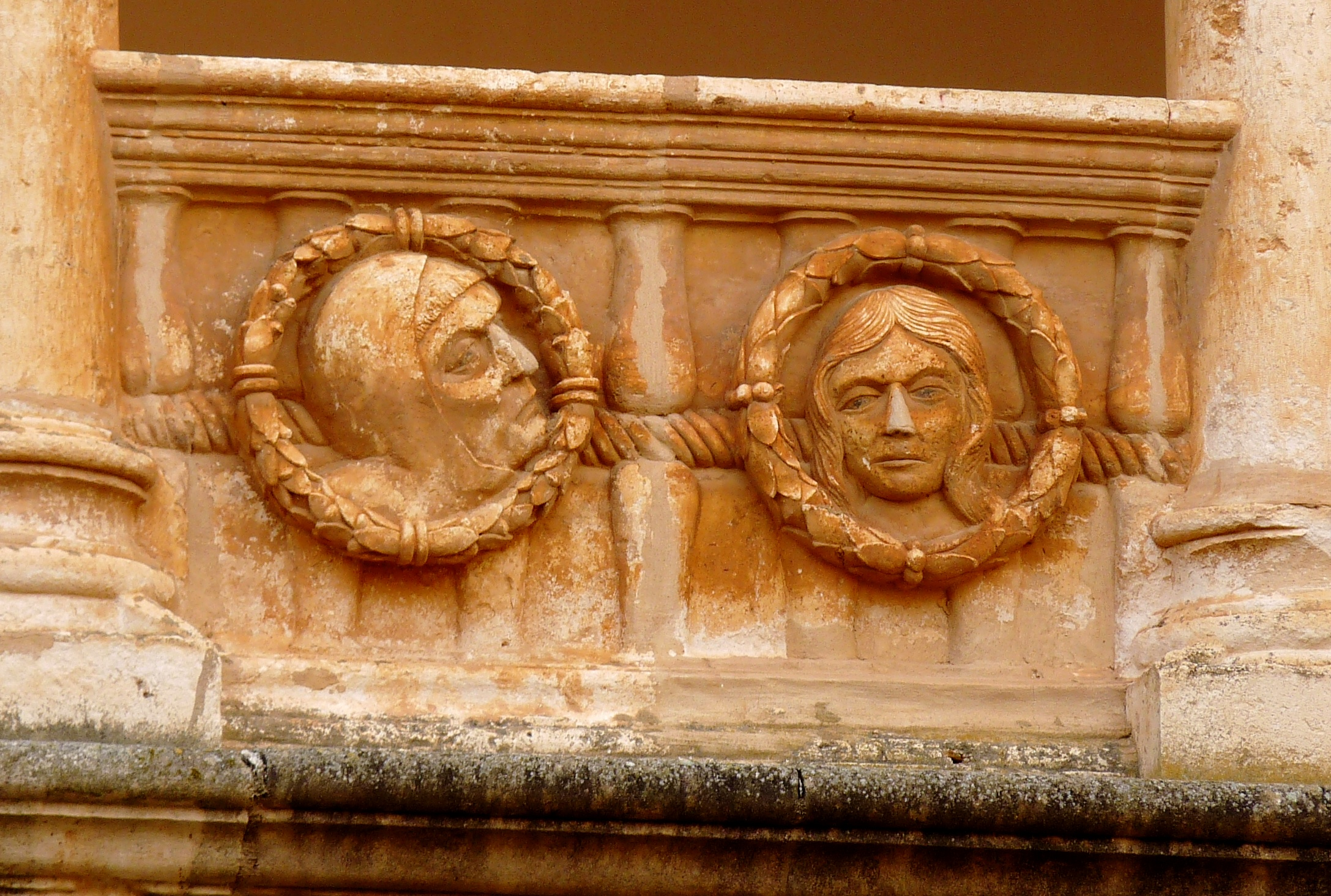
Medaglione del chiostro plateresco del monastero di Santa María di Huerta, vicino a Coria in Estremadura che rappresenta Maria e il marito, Giovanni II di Castiglia.

Suo padre, Ferdinando diventato re della corona d'Aragona, dovette abbandonare la Castiglia per l'Aragona lasciando in Castiglia sia Maria che i tre figli Alfonso (il futuro re d'Aragona Alfonso V), Giovanni (il futuro re d'Aragona e di Navarra, Giovanni II) ed Enrico, detti gli infanti d'Aragona.
Gli infanti d'Aragona, Giovanni ed il fratello Enrico furono costantemente in lotta con la fazione di nobili che, opponendosi alla loro invadenza, si stava coagulando attorno el re e ad Álvaro de Luna
Nel 1418, dopo la morte della regina madre, Caterina di Lancaster, Enrico e Giovanni divennero reggenti del regno di Castiglia, tenendo tale carica sino al 7 marzo 1419, giorno della maggiore età del re, Giovanni II. Il fratello di Maria, Enrico continuò però ad avere il controllo sul cugino, il re Giovanni II e riuscì a prendere il potere con il Golpe di Tordesillas, del 1419, dove il re venne sequestrato.
Per affermare il suo potere, allora Enrico convocò le cortes ad Avila e dato che il re Giovanni II era maggiorenne fu deciso che fosse celebrato il matrimonio tra il re, Giovanni II e Maria.
La cerimonia, poco fastosa, data la situazione, fu celebrata il 4 agosto, nella cattedrale d'Avila, Maria sposò Giovanni II, figlio del re di Castiglia e León, Enrico III (figlio del re di Castiglia e León Giovanni I e di Eleonora d'Aragona (1358-1382)) e di Caterina di Lancaster, figlia del duca di Lancaster, Giovanni (figlio quartogenito del re d'Inghilterra, Edoardo III e di Filippa di Hainaut) e di Costanza di Castiglia (figlia di Pietro I il Crudele e di Maria di Padilla).
Nei venticinque anni di regno, Maria, in alcune occasioni partecipò attivamente alla lotta di potere che si combatté in Castiglia, tra il conestabile del regno, Álvaro de Luna ed i suoi fratelli, Enrico e Giovanni, gli infanti d'Aragona, per cui parteggiò sempre anche a volte mettendosi in contrasto col marito.

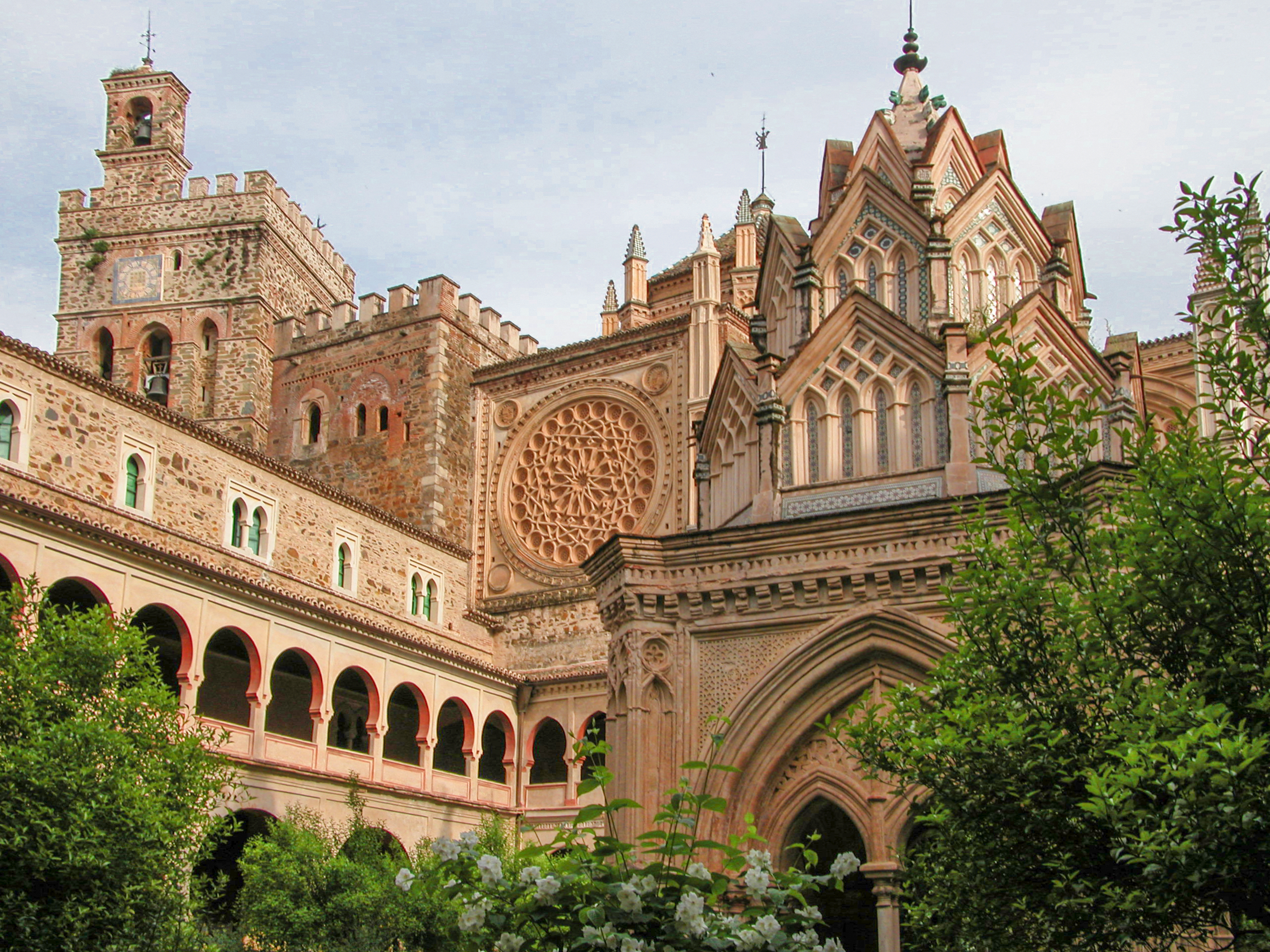
Chiostro del Monastero di Guadalupe

Maria morì a Villacastín, nel febbraio del 1445, l'anno della definitiva sconfitta dei suoi fratelli, gli infanti d'Aragona, Giovanni ed Enrico, alla prima battaglia di Olmedo, dove suo fratello Enrico fu ferito ad una mano e la conseguente gangrena gli procurò la morte dopo circa un mese, nel giugno del 1445.
Con la morte di Maria e la successiva sconfitta degli infanti d'Aragona, Álvaro de Luna, aveva affermato la sua definitiva supremazia sul regno di Castiglia (aveva eliminato tutti i suoi avversari).
Maria fu inumata nel Monastero di Guadalupe, dove nel 1474 fu raggiunta dal figlio, Enrico.

## Figli[3][4][11][12]
Maria a Giovanni diede quattro figli:
- Caterina (1422 - 1424), principessa delle Asturie;
- Eleonora (1423 - 1425), principessa delle Asturie;
- Enrico (1425 - 1474), re di Castiglia e León, come Enrico IV l'Impotente
- Maria (1428 - dopo il 1429).

## Ascendenza
|                               |                         |                            | Genitori                      |  |  | Nonni |  |  | Bisnonni               |  |  | Trisnonni               |  |
|                               |                         |                            |                               |  |  |       |  |  | Enrico II di Castiglia |  |  | Alfonso XI di Castiglia |  |
|                               |                         |                            |                               |  |  |       |  |  | Enrico II di Castiglia |  |  | Alfonso XI di Castiglia |  |
|                               |                         | Eleonora di Guzmán         |                               |  |  |       |  |  | Enrico II di Castiglia |  |  |                         |  |
| Giovanni I di Castiglia       |                         |                            |                               |  |  |       |  |  | Enrico II di Castiglia |  |  |                         |  |
|                               |                         | Giovanna Manuele           | Giovanni Manuele              |  |  |       |  |  |                        |  |  |                         |  |
|                               |                         | Giovanna Manuele           | Giovanni Manuele              |  |  |       |  |  |                        |  |  |                         |  |
|                               |                         | Giovanna Manuele           | Bianca de La Cerda y Lara     |  |  |       |  |  |                        |  |  |                         |  |
| Ferdinando I di Aragona       |                         | Giovanna Manuele           |                               |  |  |       |  |  |                        |  |  |                         |  |
|                               |                         | Pietro IV di Aragona       | Alfonso IV di Aragona         |  |  |       |  |  |                        |  |  |                         |  |
|                               |                         | Pietro IV di Aragona       | Alfonso IV di Aragona         |  |  |       |  |  |                        |  |  |                         |  |
|                               |                         | Pietro IV di Aragona       | Teresa di Entenza             |  |  |       |  |  |                        |  |  |                         |  |
| Eleonora d'Aragona            |                         | Pietro IV di Aragona       |                               |  |  |       |  |  |                        |  |  |                         |  |
|                               |                         | Eleonora di Sicilia        | Pietro II di Sicilia          |  |  |       |  |  |                        |  |  |                         |  |
|                               |                         | Eleonora di Sicilia        | Pietro II di Sicilia          |  |  |       |  |  |                        |  |  |                         |  |
|                               |                         | Eleonora di Sicilia        | Elisabetta di Carinzia        |  |  |       |  |  |                        |  |  |                         |  |
| Maria di Trastámara           |                         | Eleonora di Sicilia        |                               |  |  |       |  |  |                        |  |  |                         |  |
|                               | Alfonso XI di Castiglia | Ferdinando IV di Castiglia |                               |  |  |       |  |  |                        |  |  |                         |  |
|                               | Alfonso XI di Castiglia | Ferdinando IV di Castiglia |                               |  |  |       |  |  |                        |  |  |                         |  |
|                               | Alfonso XI di Castiglia | Costanza del Portogallo    |                               |  |  |       |  |  |                        |  |  |                         |  |
| Sancho Alfonso d'Alburquerque | Alfonso XI di Castiglia |                            |                               |  |  |       |  |  |                        |  |  |                         |  |
|                               |                         | Eleonora di Guzmán         | Pietro Núñez di Guzmán        |  |  |       |  |  |                        |  |  |                         |  |
|                               |                         | Eleonora di Guzmán         | Pietro Núñez di Guzmán        |  |  |       |  |  |                        |  |  |                         |  |
|                               |                         | Eleonora di Guzmán         | Giovanna Ponzia di Lèon       |  |  |       |  |  |                        |  |  |                         |  |
| Eleonora d'Alburquerque       |                         | Eleonora di Guzmán         |                               |  |  |       |  |  |                        |  |  |                         |  |
|                               |                         | Pietro I del Portogallo    | Alfonso IV del Portogallo     |  |  |       |  |  |                        |  |  |                         |  |
|                               |                         | Pietro I del Portogallo    | Alfonso IV del Portogallo     |  |  |       |  |  |                        |  |  |                         |  |
|                               |                         | Pietro I del Portogallo    | Beatrice di Castiglia         |  |  |       |  |  |                        |  |  |                         |  |
| Beatrice del Portogallo       |                         | Pietro I del Portogallo    |                               |  |  |       |  |  |                        |  |  |                         |  |
|                               |                         | Inés de Castro             | Pedro Fernández de Castro     |  |  |       |  |  |                        |  |  |                         |  |
|                               |                         | Inés de Castro             | Pedro Fernández de Castro     |  |  |       |  |  |                        |  |  |                         |  |
|                               |                         | Inés de Castro             | Aldonza Lorenzo de Valladares |  |  |       |  |  |                        |  |  |                         |  |
|                               |                         | Inés de Castro             |                               |  |  |       |  |  |                        |  |  |                         |  |